# Тони Полстер
Антон (Тони) Полстер (на немски: Anton „Toni“ Polster) е австрийски футболист, нападател.

## Биография
Роден е на 10 март 1964 г. в столицата Виена. Носител на Златна и Бронзова обувка. Рекордьор по броя на отбелязаните голове за националния отбор на Австрия с 44 гола в 95 мача между 1982 и 2000 г. Играе на световните първенства през 1990 и 1998 г.

## Клубове
- 1982 – 1987: Аустрия Виена
- 1987 – 1988: Торино
- 1988 – 1991: Севиля
- 1991 – 1992: Логронес
- 1992 – 1993: Райо Валекано
- 1993 – 1998: ФК Кьолн
- 1998 – 1999: Борусия Мьонхенгладбах
- 2000: Аустрия Залцбург

## Отличия
- Шампион на Австрия: 1984, 1985, 1986
- Носител на Купата на Австрия: 1986
- Финалист за Купата на Австрия: 1984, 1985
- Финалист за Суперкупата на Австрия: 1986
- Голмайстор на австрийското първенство: 1985 (24 гола), 1986 (33), 1987 (39)
- Златна обувка: 1987 (39 гола)
- Бронзова обувка: 1986 (33 гола)
- Най-добър австрийски футболист на годината: 1986, 1997
- Най-добър австрийски спортист на годината: 1997